# Марсіо Араужу
Марсіо Араужу (порт. Márcio; 12 жовтня 1973) — бразильський пляжний волейболіст, олімпійський медаліст.

## Виступи на Олімпіадах
| Олімпіада  | Дисципліна       | Місце |
| ---------- | ---------------- | ----- |
| Афіни 2004 | пляжний волейбол | 9T    |
| Пекін 2008 | пляжний волейбол | 2     |